# Bùi Hữu Nghĩa (phường)
Bùi Hữu Nghĩa là một phường thuộc quận Bình Thủy, thành phố Cần Thơ, Việt Nam.

## Địa lý
Phường Bùi Hữu Nghĩa có vị trí địa lý: 
- Phía đông và nam giáp quận Ninh Kiều
- Phía tây giáp phường Bình Thủy và phường An Thới
- Phía bắc giáp tỉnh Vĩnh Long và phường Trà An.

## Hành chính
Phường Bùi Hữu Nghĩa được chia thành 5 khu vực.

## Lịch sử
Ngày 6 tháng 11 năm 2007, Chính phủ Việt Nam quyết định tách một phần phường An Thới để thành lập phường Bùi Hữu Nghĩa.
Phường Bùi Hữu Nghĩa rộng 6,3712 km² và có 11.185 người (2007).